# Russell Bassett
Russell Bassett (Milwaukee, 24 ottobre 1845 – New York, 8 maggio 1918) è stato un attore statunitense.

## Biografia
Nato nel 1845 a Milwaukee, nel Wisconsin, Russell Bassett intraprese la carriera teatrale. Nei primi anni del Novecento, giunse sui palcoscenici di New York e il suo nome appare in alcuni spettacoli di Broadway. Dal 1911, iniziò a lavorare anche per il cinema: ormai ultrasessantenne, si prestò a parti di caratterista interpretando spesso il ruolo del padre dell'eroe o dell'eroina di turno. Entrò subito a far parte di una squadra di attori fissi protagonisti delle commedie dirette da Al Christie per la Nestor Film Company, un team che comprendeva Eddie Lyons, Lee Moran, Ramona Langley.
Nella sua carriera, che sarebbe durata fino al 1918, l'anno della sua morte avvenuta per emorragia cerebrale, Russell Bassett prese parte a quasi novanta pellicole. Morì a New York l'8 maggio 1918 all'età di 72 anni.

### Vita privata
Era sposato con Carlotta E.M. Bassett, anche lei attrice teatrale. Dal matrimonio nacque un figlio, Arthur Bassett.

## Filmografia
- Let Us Smooth the Way, regia di Tom Ricketts - cortometraggio (1911)
- The Best Man Wins, regia di Tom Ricketts - cortometraggio (1911)
- The New Clerk - cortometraggio (1912)
- Her Indian Hero, regia di Al Christie, Jack Conway e Milton J. Fahrney (1912)
- A Game of Bluff (1912)
- The Ranch Girl's Choice, regia di Al Christie (1912)
- Beneath Western Skies, regia di Al Christie (1912)
- Young Wild West Leading a Raid, regia di Al Christie (1912)
- When Hearts Are Trumps, regia di Al Christie (1912)
- Young Wild West on the Border, regia di Al Christie (1912)
- The Flower of the Forest, regia di Al Christie (1912)
- Young Wild West Cornered by Apaches (1912)
- Young Wild West Trapping a Tricky Rustler, regia di Al Christie (1912)
- Young Wild West's Prairie Pursuit, regia di Al Christie (1912)
- Young Wild West Washing Out Gold, regia di Al Christie (1912)
- Young Wild West's Mexican Mix-Up, regia di Al Christie (1912)
- When the Heart Calls, regia di Al Christie (1912)
- The Girls and the Chaperone, regia di Al Christie (1912)
- Hearts and Skirts, regia di Al Christie (1912)
- Her Friend, the Doctor, regia di Al Christie (1912)
- The Lady Barber of Roaring Gulch, regia di Al Christie (1912)
- Making a Man of Her, regia di Al Christie (1912)
- The Shanghaied Cowboys, regia di Al Christie (1912)
- Cupid's Assistants, regia di Al Christie (1913)
- The Country Cousin, regia di Al Christie (1913)
- To the Brave Belong the Fair, regia di Al Christie (1913)
- He and Himself, regia di Al Christie (1913)
- When His Courage Failed, regia di Al Christie (1913)
- The Tale of a Hat, regia di Al Christie (1913)
- The Girls and Dad, regia di Al Christie (1913)
- Almost a Rescue, regia di Al Christie (1913)
- When Cupid Won, regia di Al Christie (1913)
- Cupid's Bad Aim, regia di Al Christie (1913)
- The Battle of Bull Con, regia di Al Christie (1913)
- Their Two Kids, regia di Al Christie (1913)
- Under Western Skies, regia di Al Christie (1913)
- Hawkeye's Great Capture, regia di Al Christie (1913)
- A Man of the People, regia di Al Christie (1913)
- Curses! Said the Villain, regia di Al Christie (1913)
- The Golden Princess Mine, regia di Al Christie (1913)
- Locked Out at Twelve, regia di Al Christie (1913)
- A Woman's Way, regia di Al Christie (1913)
- Teaching Dad a Lesson, regia di Al Christie (1913)
- A Tale of the West, regia di Al Christie (1913)
- And the Villain Still Pursued Her, regia di Al Christie (1914)
- When Ursus Threw the Bull (1914)
- Cupid's Close Shave, regia di Al Christie (1914)
- Snobbery, regia di Al Christie (1914)
- Scooped by a Hencoop, regia di Al Christie (1914)
- One of the Finest, regia di Al Christie (1914)
- She Was Only a Working Girl, regia di Al Christie (1914)
- What a Baby Did, regia di Al Christie (1914)
- Those Persistent Old Maids, regia di Al Christie (1914)
- When the Girls Joined the Force, regia di Al Christie (1914)
- Could You Blame Her, regia di Al Christie (1914)
- The Eagle's Mate
- Such a Little Queen, regia di Hugh Ford e Edwin S. Porter (1914)
- Cupid Pulls a Tooth, regia di Al Christie (1914)
- Behind the Scenes, regia di James Kirkwood (1914)
- Those Were the Happy Days, regia di Al E. Christie (1914)
- When the Mummy Cried for Help, regia di Al Christie e Horace Davey (1915)
- The Morals of Marcus
- When the Deacon Swore, regia di Al Christie (1915)
- David Harum, regia di Allan Dwan (1915)
- The Commanding Officer
- May Blossom, regia di Allan Dwan (1915)
- Fanchon, the Cricket, regia di James Kirkwood (1915)
- Jim the Penman, regia di Edwin S. Porter (1915)
- Little Pal, regia di James Kirkwood (1915)
- Sold, regia di Hugh Ford e Edwin S. Porter (1915)
- The Heart of Jennifer, regia di James Kirkwood (1915)
- The Fatal Card, regia di James Kirkwood (1915)
- The Masqueraders, regia di James Kirkwood (1915)
- Nearly a King, regia di Frederick A. Thomson (1916)
- Diplomacy
- Hulda from Holland, regia di John B. O'Brien (1916)
- Little Lady Eileen
- The Quest of Life
- Less Than the Dust, regia di John Emerson (1916)
- A Coney Island Princess, regia di Dell Henderson (1916)
- The Traveling Salesman, regia di Joseph Kaufman (1916)
- Broadway Jones
- Public Be Damned
- Seven Keys to Baldpate, regia di Hugh Ford (1917)
- The Honeymoon, regia di Charles Giblyn (1917)
- The Studio Girl
- Hit-the-Trail Holliday, regia di Marshall Neilan (1918)

## Spettacoli teatrali
- Rip Van Winkle, di Dion Boucicault (Broadway, 9 settembre 1905)
- The Top o' th' World (Broadway, 19 ottobre 1907)
- The Other Fellow, di George Totten Smith (Broadway, 31 ottobre 1910)